# Puente Sai Van

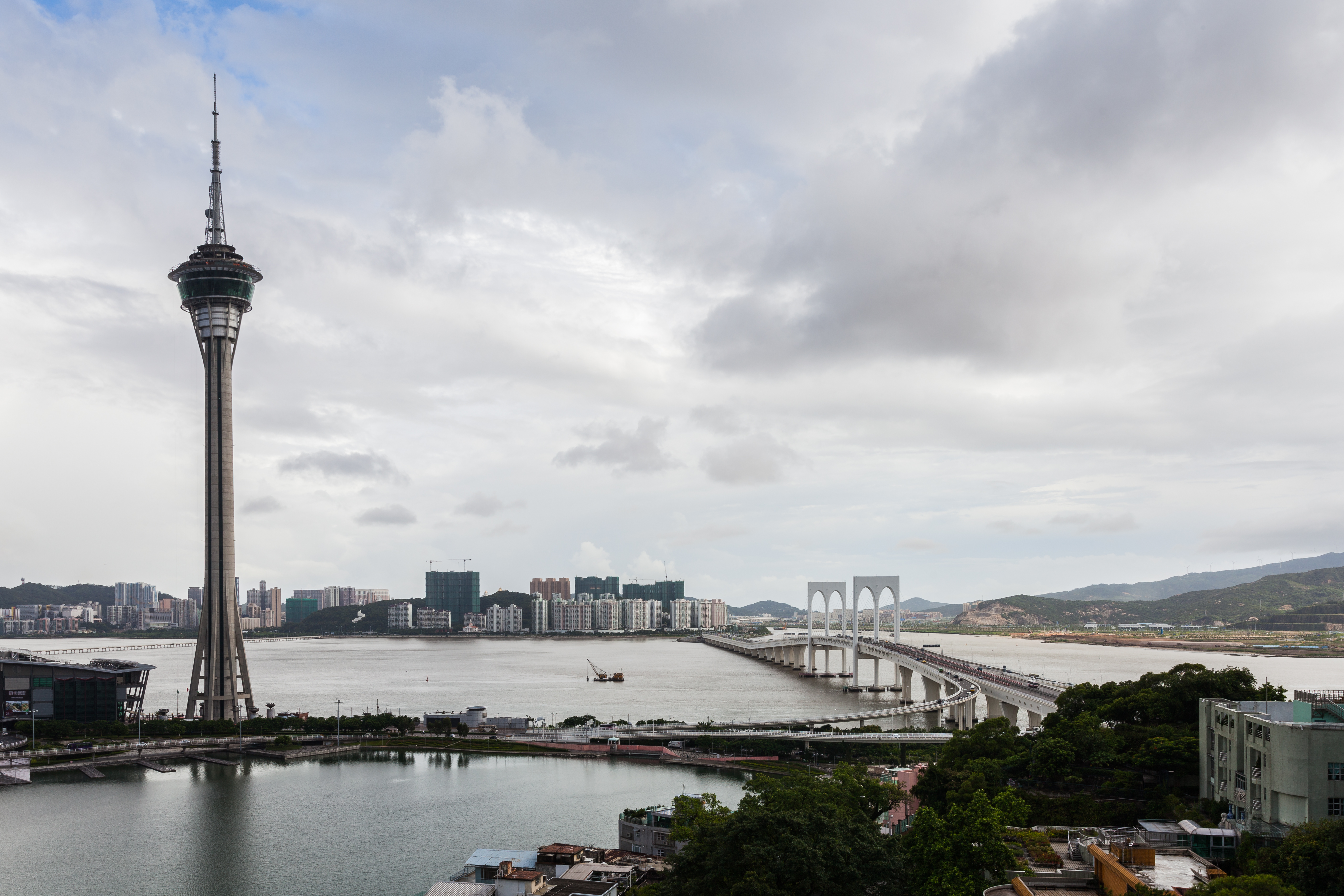
Puente Sai Van (derecha) y Torre de Macao a la izquierda.

El puente Sai Van (en portugués: Ponte de Sai Van; en chino tradicional, 西灣大橋) es un puente atirantado situado en Macao y que se inauguró el 19 de diciembre de 2004. EL puente tiene una longitud de 2,2 km y es el tercero, que sirve para cruzar la bahía de Praia Grande, conectando la isla de Taipa y la península de Macao. Tiene un diseño de dos niveles, con un nivel inferior protegido para su uso en caso de tifones cuando los otros dos puentes que conectan Taipa con la península de Macao, a saber el puente Gobernador Nobre de Carvalho y el puente de Amizade, están cerrados. También se ha reservado para el futuro sitio para transporte por vías en la parte inferior (Sistema de tránsito ligero de Macao).